# Green River (Colorado)
Pour les articles homonymes, voir Green River.
La Green River, de 1 175 kilomètres de longueur, est une rivière américain, principal affluent droit du fleuve le Colorado. Elle traverse les États du  Wyoming, de l'Utah et du Colorado.

## Géographie
Son bassin s'étend dans les États du Wyoming, de l'Utah et du Colorado. Elle prend sa source dans la Cordillère de Wind River, dans le Wyoming, et traverse l'Utah, drainant le nord-est de cet État.
La majeure partie de son cours se situe sur le plateau du Colorado, où elle dessine des canyons parmi les plus spectaculaires des États-Unis. 
Elle n'est guère plus petite que le Colorado lorsqu'elle se jette dedans, à 1 181 m d'altitude, mais transporte généralement une plus grande charge de limon

### Bassin versant
Son bassin versant est de 124 578 km2[réf. nécessaire].

## Affluents
- la Duchesne (rd[note 1]) 185 km
- la White (rg) 257 km
- le Yampa (rg), 402 km

## Hydrologie
Son débit moyen est de 173 m3/s.

## Hydronymes
Au cours de son histoire, cette rivière reçut plusieurs appellations :
- Seeds-kee-dee par les Amérindiens ;
- Rio Verde par les Espagnols ;
- Rivère Verte par les trappeurs canadiens-français ou de Louisiane française ;
- Spanish River  par les Américains ;
- Green River appellation définitive.